# Canthidium inoptatum
Canthidium inoptatum är en skalbaggsart som beskrevs av Vladimir Balthasar 1939. Canthidium inoptatum ingår i släktet Canthidium och familjen bladhorningar. Inga underarter finns listade.